# Michaelskirche (Krakau)
Die Michaelskirche (polnisch Kościół św. Michała) war eine vorromanische Kirche auf dem Krakauer Wawel.

## Geschichte
Die vor 992 von Mieszko I. gebaute Kirche zählte zu den zahlreichen Sakralbauten auf dem Wawel. Im Jahr 1355 wurde die Kirche von Kasimir III. dem Großen im gotischen Stil ausgebaut. Nach den Polnischen Teilungen im 18. Jahrhundert kam Krakau an die Habsburger, die auf dem Wawel eine Kaserne errichteten. Für die Anlage eines Exerzierplatzes wurden 1802 zahlreiche Gebäude auf dem Wawel abgerissen, darunter die Michaels- und die Georgskirche.